# Ford Bronco Sport

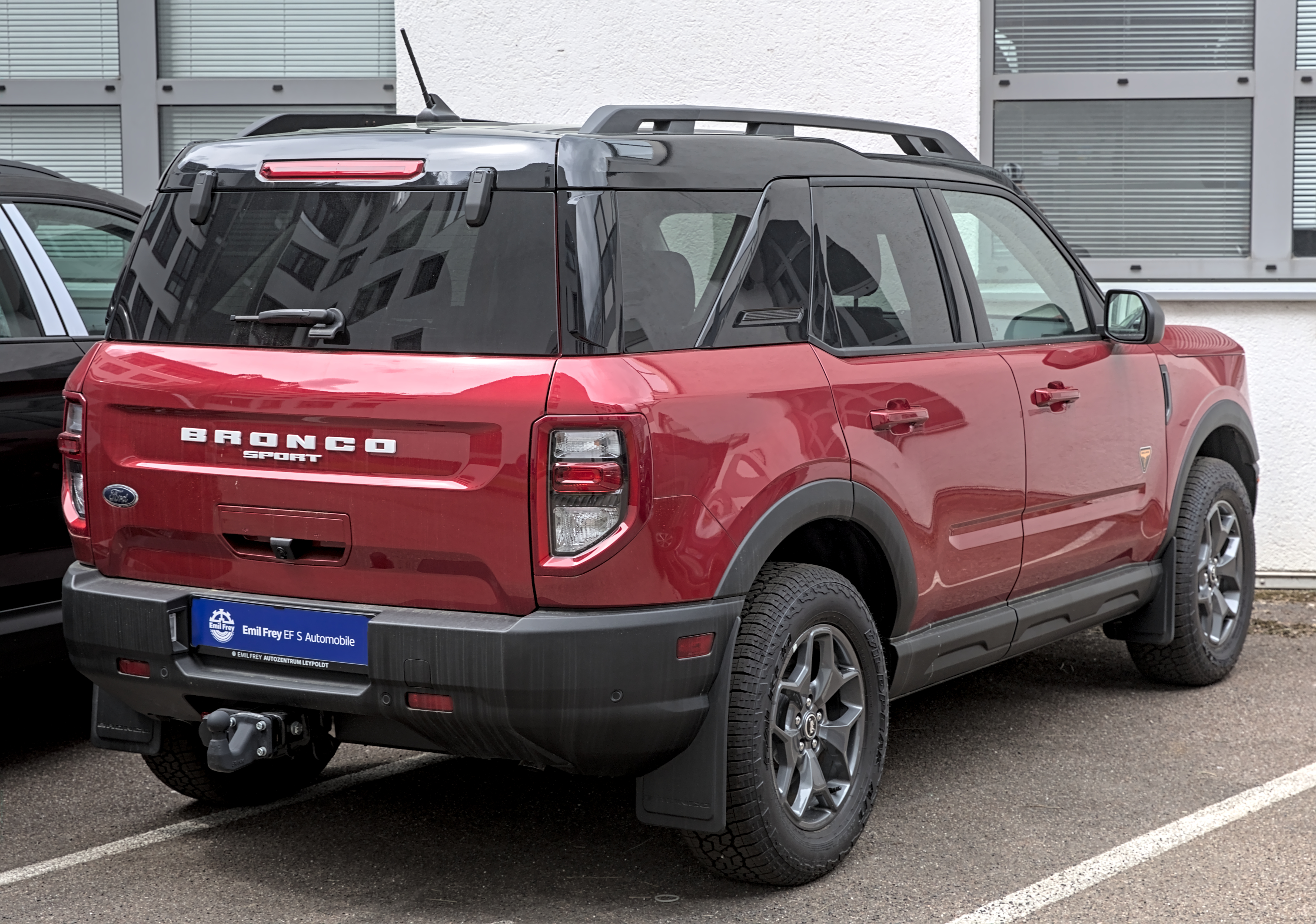
Heckansicht

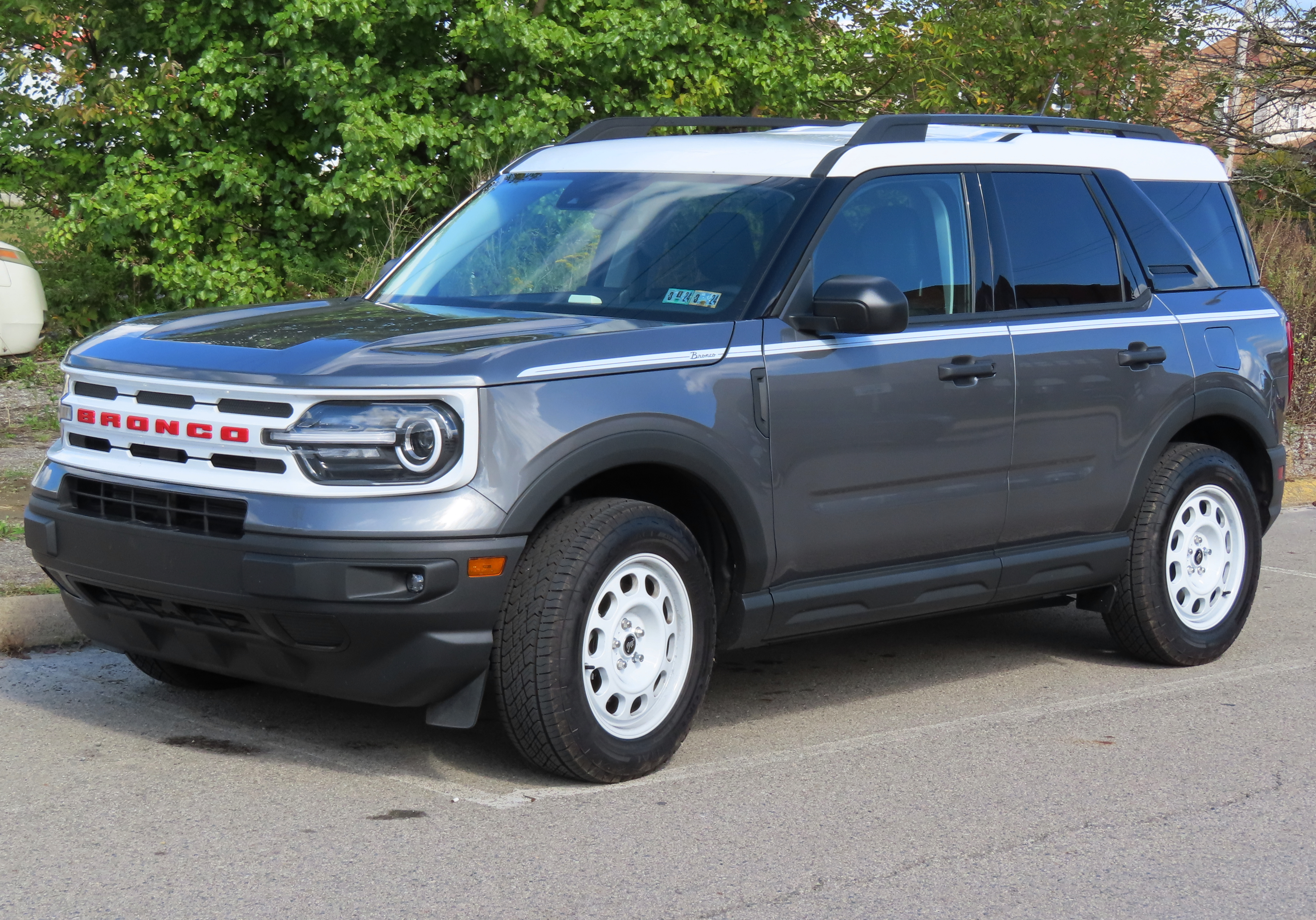
Heritage Edition

Der Bronco Sport ist ein Kompakt-SUV des amerikanischen Automobilherstellers Ford.

## Geschichte
Vorgestellt wurde das Fahrzeug gemeinsam mit der sechsten Generation des Geländewagens Bronco am 13. Juli 2020. Zusammen soll das Ford-Bronco-Programm eine Ford-eigene Submarke mit eigenem Ersatzteil- und Umrüstteilemarkt bilden. Die ersten Modelle des Bronco Sport wurden im Herbst 2020 in Nordamerika ausgeliefert.
Beide Bronco-Fahrzeuge werden insbesondere als Konkurrenzmodelle zu Fahrzeugen der Marke Jeep gesehen. Während das Modell Bronco zu derselben Kategorie wie der Jeep Wrangler gezählt wird, zielt der kleinere Ford Bronco Sport auf Fahrzeuge wie den Jeep Compass. Die technische Basis für den Bronco Sport liefert der Escape, welcher im Europäischen Raum nahezu identisch als Kuga vertrieben wird.
Im Gegensatz zum größeren Bronco, welcher ab 2023 in Europa erhältlich sein wird, wurde bisher noch nicht bestätigt, ob der Bronco Sport ebenfalls nach Europa kommt. Dort wäre er zwischen Ford Puma und Ford Kuga positioniert.
Auf 1966 Exemplare limitiert ist die im August 2022 vorgestellte Heritage Edition, die im Modelljahr 2023 erhältlich ist.

## Produktion
Während der Bronco in den Vereinigten Staaten in Wayne (Michigan) gefertigt wird, erfolgt die Produktion des Bronco Sport im mexikanischen Hermosillo gemeinsam mit dem 2021 vorgestellten Pick-up Maverick.

## Ausstattung
Aktuell wird der Bronco Sport in Nordamerika in den Ausstattungslinien Base, Big Bend, Outer Banks, Badlands und First Edition angeboten. Für das Modelljahr 2025 wurde im August 2024 die geländegängigere Ausstattungsvariante Sasquatch vorgestellt.

## Technische Daten
Angetrieben wird das 4,39 m lange SUV entweder von einem 135 kW (184 PS) starken 1,5-Liter-Ottomotor mit drei Zylindern oder einem 186 kW (253 PS) starken 2,0-Liter-Ottomotor mit vier Zylindern. Beide Varianten verfügen über Turbolader, Allradantrieb und ein 8-Stufen-Automatikgetriebe. Die Felgen sind bis zu 18 Zoll groß.
Der Raddurchmesser kann je nach Reifen und Felgenkombination bis zu geländetauglichen 28,5 und 29 Zoll betragen. Diese Größenangaben sind in Offroad-Kreisen gängig, da dort nicht das primäre Felgenmaß, sondern die Höhe der Reifenflanke und deren Anpassungsfähigkeit an gröberes Gelände ausschlaggebend sind.
Das Fahrzeug wird über neu implementierte GOAT-Modes („G“oes „O“ver „A“ny Type of „T“errain) verfügen, was so viel wie Geht durch jedes Gelände heißt. Die GOAT-Modes beinhalten Fahrmodus-Stufen wie Normal, Eco, Sport, Rutschig und Sand. Die höchstausgestatteten Versionen Badlands und First Edition erweitern diese Liste um Schlamm/Fahrspuren und Felsen. All diese Fahrprogramme beeinflussen die Regelmechaniken des Fahrzeugs wie Bremseingriffe, Gangwahl, Antriebsart, aber auch Leistungsentfaltung und Federverhalten.
| Kenngrößen                                  | 1.5 EcoBoost                 | 2.0 EcoBoost                 |
| Bauzeitraum                                 | seit 2020                    | seit 2020                    |
| Motorkenndaten                              |                              |                              |
| Motortyp                                    | R3-Ottomotor                 | R4-Ottomotor                 |
| Hubraum                                     | 1497 cm³                     | 1999 cm³                     |
| max. Leistung                               | 135 kW (184 PS) bei 6000/min | 186 kW (253 PS) bei 5500/min |
| max. Drehmoment                             | 258 Nm bei 3000/min          | 376 Nm bei 3000/min          |
| Kraftübertragung                            |                              |                              |
| Antrieb                                     | Allradantrieb                | Allradantrieb                |
| Getriebe                                    | 8-Stufen-Automatikgetriebe   | 8-Stufen-Automatikgetriebe   |
| Messwerte                                   |                              |                              |
| Höchstgeschwindigkeit                       | k. A.                        | 180 km/h (abgeregelt)        |
| Beschleunigung, 0–100 km/h                  | k. A.                        | 10,0 s                       |
| Kraftstoffverbrauch auf 100 km (kombiniert) | 9,0 l Super                  | 10,2 l Super                 |
| Tankinhalt                                  | 61 l                         | 61 l                         |